# Gyöngyfa
Gyöngyfa is een plaats (község) en gemeente in het Hongaarse comitaat Baranya. Gyöngyfa telt 156 inwoners (2008) en 56 woningen.